# RLC电路

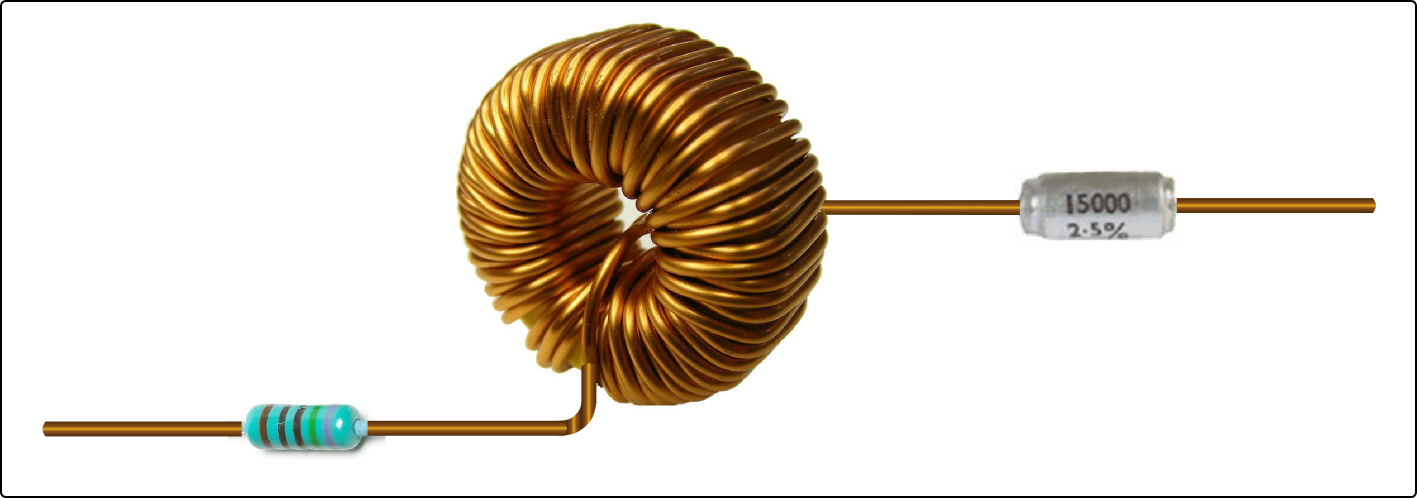
串联RLC电路：电阻、电感和电容

动画演示了LC电路（无电阻的RLC电路）的工作。电荷在电容器极板和电感之间来回传递。能量在电容器的电场 (E) 和电感的磁场 (B) 之间来回振荡。 RLC电路工作情况类似，不同之处在于，由于电路中的电阻，随着时间变化振荡电流衰减至零。

RLC电路（英語：RLC circuit）是一种由电阻（R）、电感（L）、电容（C）组成的电路结构。电路的名称来自于用来表示该电路组成元件的字母，其中元件的顺序可能与RLC不同。LC电路是其简单的例子。RLC电路也被称为二阶电路，电路中的电压或者电流是一個二阶微分方程的解，而其係數是由电路结构决定。
若电路元件都视为线性元件时，一个RLC电路可以被视作电子谐波振荡器。RLC电路作为振荡器电路有很多应用。无线电接收机和电视机通过振荡器电路调谐以从周围的无线电波中选择频率范围，这种电路通常被称为调谐电路。
这种电路的固有频率一般表示为 {\displaystyle f_{c}={1 \over 2\pi {\sqrt {LC}}}}，国际单位为赫兹（Hz）。
RLC电路常用來作带通滤波器或带阻滤波器，其Q因子可以由下式得到：
{\displaystyle Q={f_{c} \over B_{W}}={2\pi f_{c}L \over R}={1 \over {\sqrt {R^{2}C/L}}}}
RLC电路的组成结构一般有两种，分別是串联型及并联型。

## RLC串聯電路

圖 1. RLC串聯電路
V - 電源電壓
I - 電路電流
R - 電阻
L - 電感
C - 電容

在此电路中，三个元件均与电压以串联方式连接。其主要的微分方程可将三个元件的本构方程代入基尔霍夫电压定律（KVL）获得。由基尔霍夫电压定律：
{\displaystyle v_{R}+v_{L}+v_{C}=v(t)\,}
其中{\displaystyle \textstyle v_{R},v_{L},v_{C}}分别为R、L、C两端的电压，{\displaystyle \textstyle v(t)}为随时间变化的电源的电压。将本构方程代入得到：
{\displaystyle RI(t)+L{{dI} \over {dt}}+{1 \over C}\int _{-\infty }^{\tau =t}I(\tau )\,d\tau =v(t)}
在电源电压为常数的情况下，对上式求导，并且除以L，得到以下二阶微分方程：
{\displaystyle {{d^{2}I(t)} \over {dt^{2}}}+{R \over L}{{dI(t)} \over {dt}}+{1 \over {LC}}I(t)=0}
此方程可以写成更常用的形式：
{\displaystyle {{d^{2}I(t)} \over {dt^{2}}}+2\alpha {{dI(t)} \over {dt}}+{\omega _{0}}^{2}I(t)=0}
{\displaystyle \alpha \,}称为“衰减量”，用于衡量当移除外部輸入后，此电路的瞬态响应衰减的速率。{\displaystyle \omega _{0}\,}为角共振频率。此二系数由下式给出：
{\displaystyle \alpha ={R \over 2L}} ， {\displaystyle \omega _{0}={1 \over {\sqrt {LC}}}}
阻尼系数{\displaystyle \zeta }是另一个常用的参数，定义为{\displaystyle \alpha \,}与{\displaystyle \omega _{0}\,}的比值：
{\displaystyle \zeta ={\frac {\alpha }{\omega _{0}}}}
阻尼系数也可以由R、L、C求得：
{\displaystyle \zeta ={R \over 2}{\sqrt {C \over L}}}

### 瞬态响应

图中显示了串联RLC电路的欠阻尼和过阻尼响应。临界阻尼是用粗红色曲线画出的。这些作图统一都是在 L = 1, C = 1 且 情况下。

根据不同的阻尼系数{\displaystyle \zeta }的值，该微分方程的解法有三种不同的情况，分别为：欠阻尼（{\displaystyle \scriptstyle \zeta <1\,}），过阻尼（{\displaystyle \scriptstyle \zeta >1\,}），以及临界阻尼（{\displaystyle \scriptstyle \zeta =1\,}）。该微分方程的特征方程为：
{\displaystyle s^{2}+2\alpha s+{\omega _{0}}^{2}=0}
该方程的根为：
{\displaystyle s_{1}=-\alpha +{\sqrt {\alpha ^{2}-{\omega _{0}}^{2}}}}
{\displaystyle s_{2}=-\alpha -{\sqrt {\alpha ^{2}-{\omega _{0}}^{2}}}}
该微分方程的通解为两根指数函数的线性叠加：
{\displaystyle i(t)=A_{1}e^{s_{1}t}+A_{2}e^{s_{2}t}}
系数A1以及 A2由具体问题的边界条件给出。

#### 过阻尼响应
过阻尼响应（{\displaystyle \scriptstyle \zeta >1\,}）为：
{\displaystyle i(t)=A_{1}e^{-\omega _{0}(\zeta +{\sqrt {\zeta ^{2}-1}})t}+A_{2}e^{-\omega _{0}(\zeta -{\sqrt {\zeta ^{2}-1}})t}}
过阻尼响应是一个瞬态电流无振荡的衰减。

#### 欠阻尼响应
欠阻尼响应（{\displaystyle \scriptstyle \zeta <1\,}）为：
{\displaystyle i(t)=B_{1}e^{-\alpha t}\cos(\omega _{d}t)+B_{2}e^{-\alpha t}\sin(\omega _{d}t)\,}
通过三角恒等式，这两个三角函数可用一个有相位的正弦函数表达：
{\displaystyle i(t)=B_{3}e^{-\alpha t}\sin(\omega _{d}t+\varphi )\,}
欠阻尼响应是一个频率为{\displaystyle \omega _{d}\,}的衰减的振荡。振荡衰减的速率为{\displaystyle \alpha }。指数里的{\displaystyle \alpha }描述了振荡的包络函数。B1 以及B2 （或第二种形式中的 B3 以及相位差 {\displaystyle \varphi \,}）为任意常数，由边界条件确定。频率{\displaystyle \omega _{d}\,}由下式给出：
{\displaystyle \omega _{d}={\sqrt {{\omega _{0}}^{2}-\alpha ^{2}}}=\omega _{0}{\sqrt {1-\zeta ^{2}}}}
这就是所谓的阻尼共振频率或阻尼固有频率。它是电路在无外部源驱动时自然振动的频率。谐振频率{\displaystyle \omega _{0}\,}是电路在有外部源驱动时的谐振频率，为了便于区分常称作无阻尼谐振频率。

#### 临界阻尼响应
临界阻尼响应（{\displaystyle \scriptstyle \zeta =1\,}）为：
{\displaystyle i(t)=D_{1}te^{-\alpha t}+D_{2}e^{-\alpha t}\,}

### 拉普拉斯域
可以利用拉普拉斯轉換分析RLC串聯電路的交流暫態及穩態行為。若上述電壓源產生的波形，在拉普拉斯轉換後為V(s)（其中s為複頻率{\displaystyle s=\sigma +i\omega \,}），則在拉普拉斯域中應用基爾霍夫電壓定律：
{\displaystyle V(s)=I(s)\left(R+Ls+{\frac {1}{Cs}}\right)}
其中I(s)為拉普拉斯轉換後的電流，求解I(s)：
{\displaystyle I(s)={\frac {1}{R+Ls+{\frac {1}{Cs}}}}V(s)}
在重新整理後，可以得到下式：
{\displaystyle I(s)={\frac {s}{L\left(s^{2}+{R \over L}s+{\frac {1}{LC}}\right)}}V(s)}

#### 拉普拉斯导纳
求解拉普拉斯导纳Y(s)：
{\displaystyle Y(s)={I(s) \over V(s)}={\frac {s}{L\left(s^{2}+{R \over L}s+{\frac {1}{LC}}\right)}}}
可以利用以上章節定義的參數α及ωo來簡化上式，可得：
{\displaystyle Y(s)={I(s) \over V(s)}={\frac {s}{L\left(s^{2}+2\alpha s+{\omega _{0}}^{2}\right)}}}

#### 極點和零點
Y(s) 的零点是使得{\displaystyle Y(s)=0} 的s：
{\displaystyle s=0\,}     及     {\displaystyle |s|\rightarrow \infty }
Y(s) 的极点是使得{\displaystyle Y(s)\rightarrow \infty } 的s，求解二次方程，可得：
{\displaystyle s=-\alpha \pm {\sqrt {\alpha ^{2}-{\omega _{0}}^{2}}}}
Y(s)的极點即為前文中提到微分方程之特徵方程的根{\displaystyle s_{1}}及{\displaystyle s_{2}}。

#### 正弦稳态
正弦稳态可通过令 {\displaystyle s=j\omega } 的相量形式来表示，其中 {\displaystyle j} 为虚数单位。
将此代入上面方程的幅值中：
{\displaystyle \displaystyle |Y(s=j\omega )|={\frac {1}{\sqrt {R^{2}+\left(\omega L-{\frac {1}{\omega C}}\right)^{2}}}}.}
以 ω 为变量的电流的函数为
{\displaystyle \displaystyle |I(j\omega )|=|Y(j\omega )||V(j\omega )|.\,}
有一个峰值{\displaystyle |I(j\omega )|}。在此特殊情况下，这个峰值中的 ω 等于无阻尼固有谐振频率：
{\displaystyle \omega _{0}={\frac {1}{\sqrt {LC}}}.}

## RLC並聯電路

圖 5. RLC 並聯電路
V - 電源電壓
I - 電路電流
R - 電阻
L - 電感
C - 電容

RLC並聯電路的特性可以利用電路的對偶性，將RLC並聯電路視為RLC串聯電路的對偶阻抗來處理，就可以用類似RLC串聯電路的分析方式來分析RLC並聯電路。
RLC並聯電路的衰减量{\displaystyle \alpha \,}可以用下式求得：
{\displaystyle \alpha ={1 \over 2RC}}
而其阻尼系数為：
{\displaystyle \zeta ={1 \over 2R}{\sqrt {L \over C}}}
若不考慮{\displaystyle 1/2}的係數，RLC並聯電路的阻尼系数恰好是RLC串聯電路阻尼系数的倒數。

### 頻域
將並聯各元件的導納相加，即為此電路的導納：
{\displaystyle {1 \over Z}=}  {\displaystyle {1 \over Z_{L}}+{1 \over Z_{C}}+{1 \over Z_{R}}=}  {\displaystyle {1 \over {j\omega L}}+{j\omega C}+{1 \over R}}

圖 6. 正弦稳态分析以R = 1 歐姆、C = 1 法拉、L = 1 亨利、V = 1.0 伏特來進行正規化

電容、電阻及電感並聯後，在共振頻率的阻抗為最大值，和電容、電阻及電感串聯的情形恰好相反，RLC並聯電路是抗共振電路（antiresonator）。
右圖中可以看出若用定電壓驅動時，電流的頻率響應在共振頻率{\displaystyle \omega _{0}={1 \over {\sqrt {LC}}}}處有最小值。若用定電流驅動，電壓的頻率響應在共振頻率處有最大值，和RLC串聯電路中，電流的頻率響應圖形類似。

## 其他构造

图7 RLC并联电路，电阻和电感串联

图8 RLC串联电路，电阻和电容并联

如图7所示，电阻与电感串联的并联LC电路是有必要考虑到线圈卷线的电阻时经常遇到的一种拓扑结构。并联LC电路经常用于带通滤波中，而Q因子主要由此电阻决定。电路的谐振频率为
{\displaystyle \omega _{0}={\sqrt {{\frac {1}{LC}}-\left({\frac {R}{L}}\right)^{2}}}}
这是电路的谐振频率，定义为导纳虚部为零时的频率。在特征方程的一般形式（此电路与之前的相同）中出现的频率
{\displaystyle s^{2}+2\alpha s+{\omega '_{0}}^{2}=0}
不是相同的频率。在这种情况下是固有的无阻尼谐振频率
{\displaystyle \omega '_{0}={\sqrt {\frac {1}{LC}}}}
阻抗幅值最大时的频率 {\displaystyle \omega _{m}} 为，
{\displaystyle \omega _{m}=\omega '_{0}{\sqrt {{\frac {-1}{Q_{L}^{2}}}+{\sqrt {1+{\frac {2}{Q_{L}^{2}}}}}}}}
其中{\displaystyle Q_{L}={\frac {\omega '_{0}L}{R}}}是线圈的品质因数。这可以下式很好地近似
{\displaystyle \omega _{m}\approx \omega '_{0}{\sqrt {1-{\frac {1}{2Q_{L}^{4}}}}}}
此外，精确的最大阻抗幅值由下式给出，
{\displaystyle |Z|_{max}=RQ_{L}^{2}{\sqrt {\frac {1}{2Q_{L}{\sqrt {Q_{L}^{2}+2}}-2Q_{L}^{2}-1}}}}.
{\displaystyle Q_{L}}值比1大时，可以用下式很好地近似
{\displaystyle |Z|_{max}\approx {RQ_{L}^{2}}}.
同样，电阻与电容并联的串联LC电路可用于有耗介质的电容器。这种构造如图8所示。在这种情况下谐振频率（阻抗的虚部为零时的频率），由下式给出，
{\displaystyle \omega _{0}={\sqrt {{\frac {1}{LC}}-{\frac {1}{(RC)^{2}}}}}}
而阻抗幅值最大时的频率 {\displaystyle \omega _{m}} 为
{\displaystyle \omega _{m}=\omega '_{0}{\sqrt {{\frac {-1}{Q_{C}^{2}}}+{\sqrt {1+{\frac {2}{Q_{C}^{2}}}}}}}}
其中 {\displaystyle Q_{C}=\omega '_{0}{R}{C}}。

### 引用
1. ↑  Nilsson and Riedel, p.308.
2. ↑  Agarwal and Lang, p.641.
3. ↑  Irwin, p.532.
4. ↑  Agarwal and Lang, p.648.
5. 1 2  Nilsson and Riedel, p.295.
6. ↑  Humar, pp.223-224.
7. ↑  Agarwal and Lang, p. 692.
8. ↑  Nilsson and Riedel, p.303.
9. ↑  本章節是Lokenath Debnath, Dambaru Bhatta, Integral transforms and their applications, 2nd ed. Chapman & Hall/CRC, 2007, ISBN 1-58488-575-0,198-202頁的Example 4.2.13為基礎，不過為了和本文用的符號一致，有修改其中部份標示
10. ↑  Kumar and Kumar, Electric Circuits & Networks, p. 464.
11. ↑  Nilsson and Riedel, p.286.
12. ↑  Kaiser, pp. 5.26–5.27.
13. ↑  Agarwal and Lang, p. 805.
14. 1 2 3 4  Cartwright, K. V.; Joseph, E. and Kaminsky, E. J.  (PDF). The Technology Interface International Journal. 2010, 11 (1): 26–34  [2015-02-16]. （原始内容 (PDF)存档于2013-12-03）.
15. ↑  Kaiser, pp. 5.25–5.26.

## 外部連結
- 串聯RLC交流電路Java模擬（页面存档备份，存于）